# Vigrid

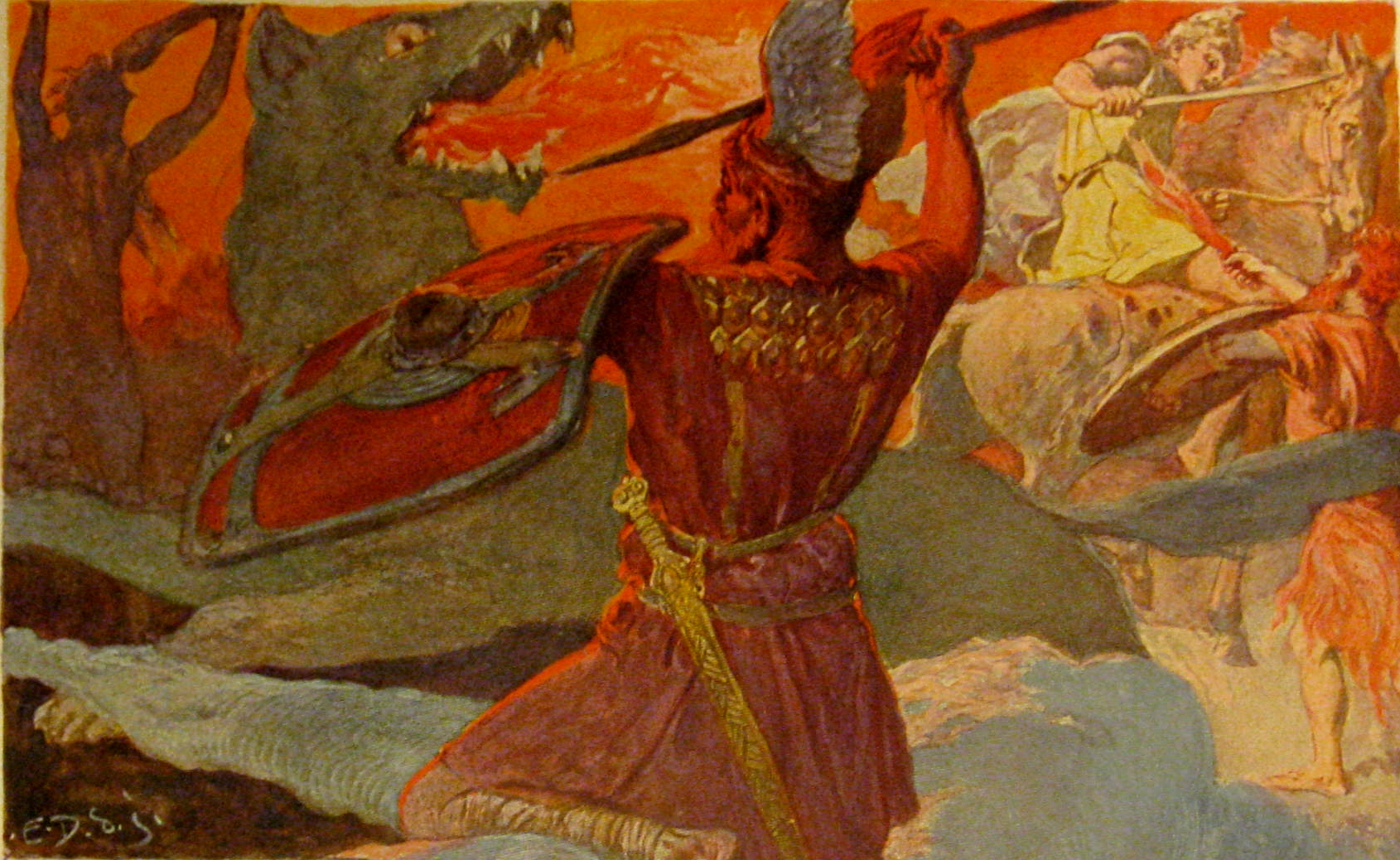
Emil Doepler: Odin és Fenrir, háttérben Frey és Surtr (1905)

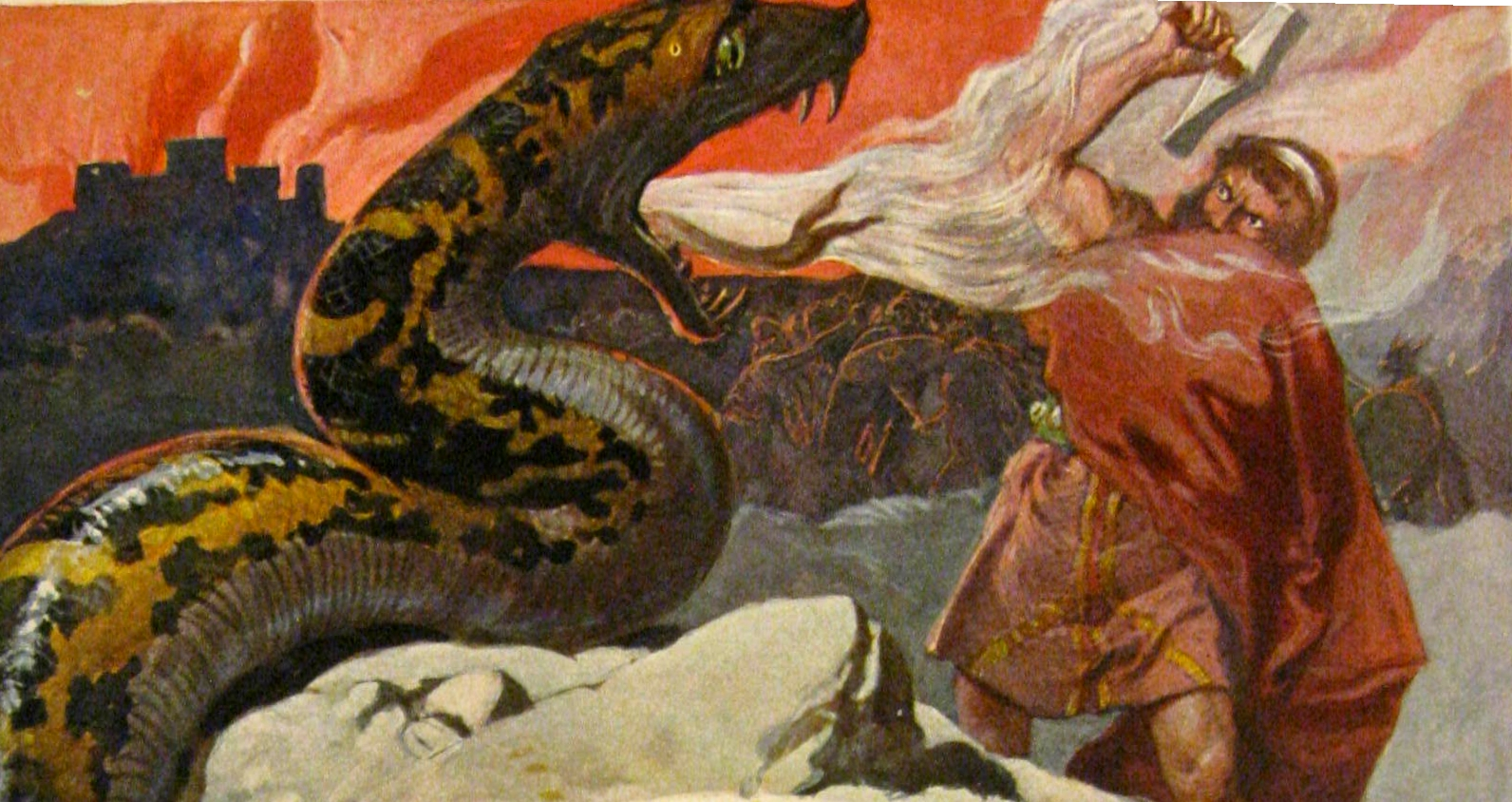
Emīl Doepler: Thor és Midgard-kígyó (1905 körül)

Vigrid (ó-skandináv Vígríðr) egy mező a skandináv mitológiában, ahol a jóslat szerint az istenek és az óriások közti csata fog lezajlani a Ragnarökben. A mezőt említi a verses Edda, Odin és Valftrudnir párbeszédében.
Vaftrúdnir szólott:
"Szólj hát, Szófő,

ha nem kerülsz beljebb,

csak a küszöbben bízol:

a mező nevét mondd,

melyen bátor Szurt megvív

a boldog istenekkel!"
Ódin szólott:
"Vigríd a mező,

ott vív majd a bátor

Szurt a boldog istenekkel;

száz mérföld széles

minden irányban,

keményen kimérték."
A prózai Edda bővebb leírást tartalmaz.
A mező hatalmas kiterjedésű, minden irányban 100 mérföld. Még így is teljesen ellepik az összegyűlt hadak. Név szerint említi az elesett isteneket és ellenfeleiket. Odint Fenrir farkas nyeli le. Thor a világkígyóval, Jörmunganddal küzd és megöli azt, de a mérgétől ő is meghal. Frey az óriások vezérével, Surtrral harcol, de a kardja nélkül, ami az óriás tulajdonába került, elveszti az életét. Tyr a pokol kutyájával, Garmmal csatázik és mindketten elpusztulnak. Vidar megöli Fenrirt, szétfeszítvén az állkapcsait. Loki és Heimdall egymást ölik meg a küzdelemben. Surtr, mielőtt belehal a Frey által okozott sebekbe, tűzbe borítja az egész világot.

## Fordítás
- Ez a szócikk részben vagy egészben  a   Vigrid című svéd Wikipédia-szócikk fordításán alapul.  Az eredeti cikk szerkesztőit annak laptörténete sorolja fel. Ez a jelzés csupán a megfogalmazás eredetét és a szerzői jogokat jelzi, nem szolgál a cikkben szereplő információk forrásmegjelöléseként.
- Ez a szócikk részben vagy egészben  a   Vígríðr) című angol Wikipédia-szócikk fordításán alapul.  Az eredeti cikk szerkesztőit annak laptörténete sorolja fel. Ez a jelzés csupán a megfogalmazás eredetét és a szerzői jogokat jelzi, nem szolgál a cikkben szereplő információk forrásmegjelöléseként.